# Yva

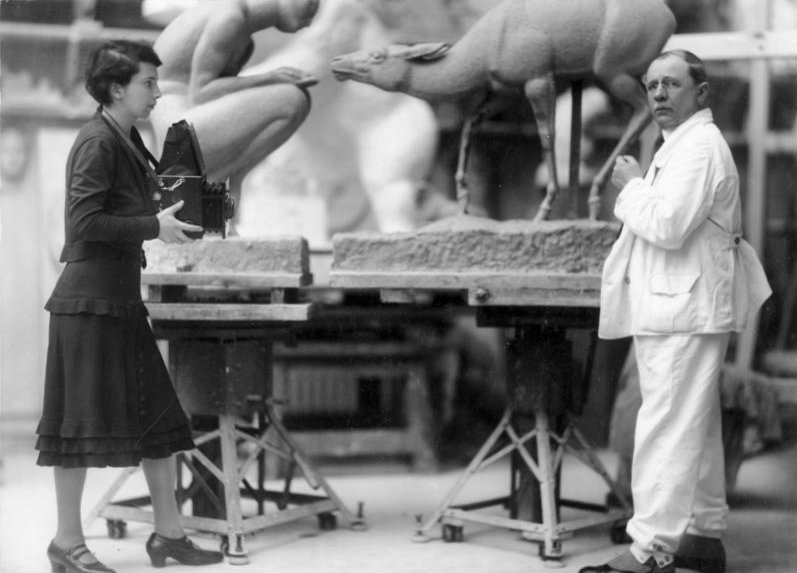
Yva dans l'atelier d'Hugo Lederer (1930).

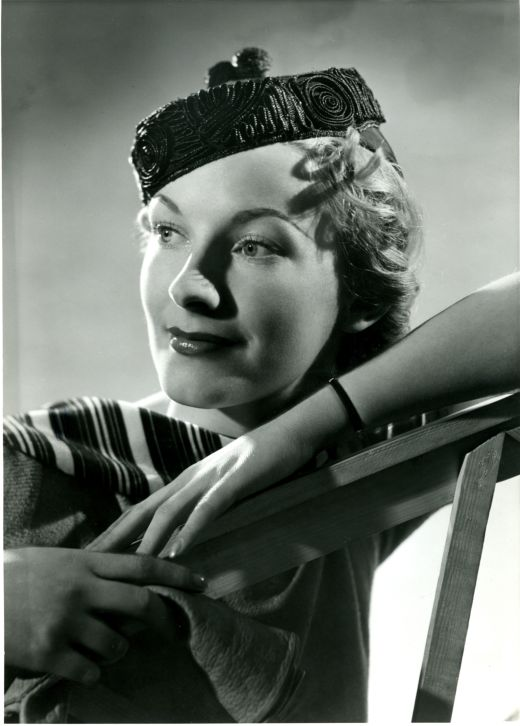
Portrait publicitaire de Karin Stilke, vers 1936

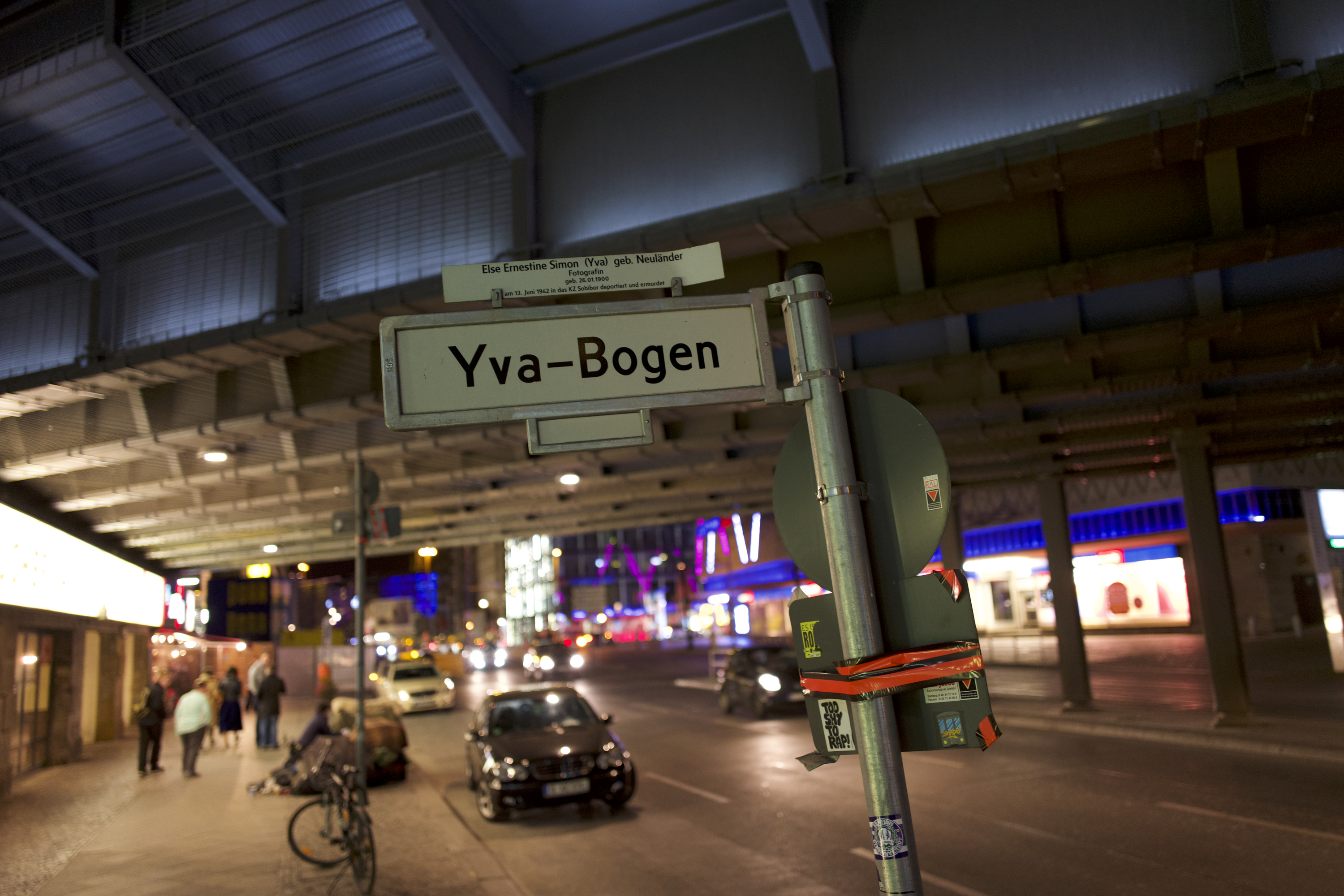
Scène de rue avec le boulevard portant son nom près du Jardin zoologique.

Yva, nom d'artiste d'Else Ernestine Neuländer-Simon, née le 26 janvier 1900 à Berlin et morte assassinée en 1942 dans le camp d'extermination de Maïdanek, est une photographe de mode et portraitiste allemande.

## Biographie
Else Ernestine Neuländer, fille de commerçants, est la benjamine d'une fratrie de neuf enfants.
Elle crée son studio de photographie au n°17 de la rue Friedrich-Wilhelm, à Berlin, à l'âge de 25 ans. À l'automne 1930, elle déménage au n°17 de la Bleibtreustraße, puis au printemps 1934 au n°45 de la Schlüterstraße, jusqu'à son interdiction d'exercer, en 1938.
Yva est une portraitiste et photographe de mode très demandée dans l'entre-deux-guerres. Ses photos ont été publiées dans les magazines et les journaux allemands les plus renommés de son temps :  Die Dame, Uhu (de), Berliner Illustrirte Zeitung, Münchner Illustrierte Presse et Das Deutsche Lichtbild. Elle a photographié de nombreuses personnalités dans leur quotidien. À l'apogée de sa carrière, elle a employé jusqu'à douze salariés.
En 1926, Yva collabore quelque temps avec Heinz Hajek-Halke et en 1929 obtient un contrat avec les éditions Ullstein-Verlag.
Après la prise de pouvoir des Nazis en 1933, on lui signifia à cause de ses origines juives l’interdiction d'employer des salariés aryens. Elle parvint à poursuivre son œuvre comme employée de l'Agence Schostal.
En 1934 elle épousa Alfred Simon, qui reprit d'abord la direction de son studio, mais en 1936 elle finit par confier la direction de son entreprise à son amie « aryenne », l'historienne de l'art Charlotte Weidler.
C'est cette année-là qu'Helmut Neustädter, qui deviendra célèbre sous le pseudonyme d'Helmut Newton, commence son apprentissage chez elle.
En 1938, contrainte par les lois d’aryanisation, Yva doit renoncer à toute participation dans son studio photographique. Elle obtient un poste d'assistante-radiologiste à l'Hôpital juif de Berlin.
En 1942, Yva et son mari, qui se préparaient depuis plusieurs semaines à quitter le Reich allemand, sont arrêtés et déportés le 13 juin 1942 dans le convoi de la mort n°15 desservant Lublin, avec pour destination vraisemblable le camp d'extermination de Sobibor. L'artiste fut sans doute exécutée dès son arrivée à Sobibor, le 15 juin 1942. Les sources judiciaires donnent le 31 décembre 1944 comme date de sa mort.
Outre la photographie de mode, Yva était réputée pour ses portraits de nus.
Une rue piétonne du centre de Berlin, la Yva-Bogen (PLZ 10623) porte désormais son nom.

## Expositions (sélection)
- Vanity, Kunsthalle de Vienne (2008)
- Street & Studio. An Urban History of Photography, Tate Gallery of Modern Art, Londres (2008)
- Yva - Photographien. 1925 - 1938. Das verborgene Museum, Berlin (2001)

## Voir également
- (de) Cet article est partiellement ou en totalité issu de l’article de Wikipédia en allemand intitulé « Yva » (voir la liste des auteurs).
- (de) « Publications de et sur Yva », dans le catalogue en ligne de la Bibliothèque nationale allemande (DNB).
- Yva (site Die Geschichte Berlins)
- Page de la Photothèque allemande consacrée à Yva
- Article dans le livre-hommage de la Bundesarchiv consacré à « Else Simon, née. Neuländer »
- D'autres expositions, sur www.kunstaspekte.de